# Нінон Гессе
Нінон Гессе, раніше Нінон Долбін, уроджена Ауслендер  (нар. 18 вересня 1895, Чернівці, Австро-Угорщина — пом. 22 вересня 1966, Монтаньола, Швейцарія) — мистецтвознавиця і третя дружина Германа Гессе.

## Походження та навчання
Нінон Ауслендер народилася у родині єврейського юриста в м. Чернівці.
У 1910 році у 14-річному віці після прочитання першого роману німецького письменника «Петер Каменцинд» вона написала Герману Гессе. Між ними почалось листування, що тривала півтора десятиліття. А в 1922 році вона познайомилася з ним особисто в Монтаньолі.
Нінон Ауслендер у 1913 році переїхала до Відня, де спочатку вивчала медицину. Але потім вона стала вивчати археологію, філософію та історію мистецтва.

## Перше одруження
У 1918 році вона одружилася з віденським художником Бенедиктом Фредом Долбіном, який став згодом відомим карикатуристом. Заняття мистецтвом приводили Нінон Долбін до Парижу і Берліну. Від так, уже у 1920 році вони розлучилися. Однак, офіційне розлучення відбулося лише незадовго до її шлюбу з Германом Гессе, з яким вона одружилася 14 листопада 1931 року.

## Шлюб з Германом Гессе
У березні 1926 року в Цюріху між Нінон Долбін та Германом Гессе встановилися тісні відносини — в той момент обидва вони були поглинені майбутнім розлученням зі своїми партнерами по шлюбу — Гессе з Рут Венгер, а Нінон з Фредом Долбін. Нінон відвідувала Гессе в Монтаньолі в «Каза Камуцці».
Згодом, у 1927 році вона продала свій будинок у Відні і переїхала до Монтаньоли, щоб жити у «Каза-Камуцці» з Германом Гессе, який був на 18 років від неї старшим. З 1931 року вона проживала з Германом Гессе на південній околиці міста. Це був свого роду напівприватний будинок, дві частини якого були внутрішньо пов'язані, і кожен з партнерів дозволив собі власну сферу життя. Паралельно із супроводом письменницької творчості свого чоловіка Нінон Гессе також переслідував і власні художні в історії мистецтва. Також вона часто працювала під час археологічних поїздок за кордон, які іноді тривали декілька місяців.
Нінон дуже хотіла мати з Гессе дитину, але він настільки цього боявся, що перед тим, як оселитися разом, зробив собі у Берліні стерилізацію, нічого їй не сказавши.
Лауреат Нобелівської премії Герман Гессе називав свою дружину «Іноземка» (саме так перекладається її дівчое прізвище Ауслендер) та присвятив їй свій роман «Сідхартха».

## Смерть
Нінон Гессе померла 22 вересня 1966 року. Її могила знаходиться біля могили Германа Гессе на кладовищі в Жентиліно.